# Модуль abc (Python)
abc - модуль Python, який забезпечує інфраструктуру для визначення абстрактних базових класів.

## Функції модуля
ABC - клас, який створює абстрактний базовий клас.
ABCMeta - метаклас, який визначає абстрактні базові класи (ABC).
register() - метод, який повертає зареєстрований підклас, щоб дозволити використання як декоратора класу.
__subclasshook__() - метод, який повертає True, False або NotImplemented.
@abstractmethod - декоратор, який вказує на абстрактні методи.
@abstractclassmethod
@abstractstaticmethod
@abstractproperty
get_cache_token() - метод, який повертає поточний маркер кешу абстрактного базового класу.
update_abstractmethods() - функція, яка перераховує статусу абстракції абстрактного класу.